# Hammer-on
Hammer-on oder Hammering (deutsch Aufschlagsbindung) bezeichnet eine verbreitete Spieltechnik für Gitarristen, seltener auch Streicher oder Ukulele-Spieler. Beim Hammer-on wird ein höherer Ton als der gerade schon klingende durch ein impulsstarkes Greifen („Hämmern“) eines Fingers der Greifhand auf die schon schwingende Saite erzeugt. Das Hammer-on kann eine Verzierungstechnik sein, denn viele Vorschlagsnoten werden damit ausgeführt. Es kann aber auch ein Stilmittel sein, denn dadurch, dass die Saite nicht angeschlagen werden muss, um einen Ton zu erzeugen, wird (besonders in Verbindung mit Abzugsbindungen, auch Pull-off genannt) ein gebundenes Legato- und oft auch ein schnelleres Spiel möglich. In der Fachliteratur wird das Hammering in der Regel mit dem englischen Namen Hammer-on bezeichnet (und in der Notation etwas mit H abgekürzt und mit Bindebogen vom niedrigeren zum höheren Ton dargestellt).
Eine abgewandelte Form ist das Tapping, bei dem der Ton meist auf einer in Ruhe befindlichen Saite erzeugt wird. Dies kann mit jedem Finger der Greif- oder Anschlaghand erfolgen, etwa als „Right Finger Hammer-on“.